# Tjasse bortfører Idun
Tjasse bortfører Idun er en fortælling fra den nordiske mytologi.
Idun (eller Ydun) er i den nordiske mytologi ungdommens gudinde og Brages kone. Hun er datter af dværgefyrsten Ivalde og lysdisen Hildegun. Hun vogter de fortryllede æbler, der holder alle aserne unge til evig tid.

## Handling
En gang da Odin, Høner og Loke var på tur i Jotunheim, skulle de om aftenen stege en okse over ilden for at få noget at spise. Aserne (om Loke er en fuldgyldig as, kan diskuteres) var meget sultne og kunne ikke vente på, at oksen stegte færdig, da det kan tage en hel dag, og de ønskede, at der var en hurtigere måde, hvorpå de kunne få oksen stegt. 
I Jotunheim skal man passe på med at ønske, for så kan snedige jætter pludselig dukke frem, og det skete også her. Jætten Tjasse forklædt i ørneskikkelse tilbød at baske med vingerne for at få ilden til at blusse op, mod at han fik noget af kødet. Aserne indvilligede straks, og kødet blev hurtigt mørt. Tjasse hoppede da ned og slugte hurtigt det meste af oksen, hvilket Loke mente var alt for meget, og han slog derfor Tjasse med en gren fra marken. 
Grenen var ikke en normal gren, og Loke kunne ikke slippe den, samtidig med at grenen hang fast i Tjasse, som hurtigt lettede. Lokes arme var ved at blive rykket af led, og han skreg af smerte, men Tjasse lo bare og blev ved med at flyve rundt til Loke havde lovet, at han ville lokke Idun til at gå uden for Asgårds mur med sine æbler. Loke bildte Idun ind, at han havde set nogle æbler som til forveksling lignede dem hun havde, og hun indvilligede i at tage sine æbler med for at sammenligne.
Således fik Tjasse bortført Idun, og aserne opdagede ikke hendes fravær, da hun altid har holdt sig for sig selv. Aserne kunne dog hurtig mærke alderdommens åg og bemærkede således, at Idun var væk. Man fandt ubesværet frem til, at hun sidst havde været sammen med Loke, og det blev hans opgave at få hende tilbage. Efter utallige trusler gik Loke med til det, hvis blot han måtte låne Frejas falkeham. 
Forklædt som falk fløj han af sted mod Tjasses gård, hvor han øjeblikkeligt fik øje på Idun, som han forvandlede til en nød, så han kunne have hende i sin ene klo. Tjasse optog forfølgelsen, så snart han bemærkede Iduns fravær, og Odin, som så dette fra Lidskjalv, beordrede aserne til at samle en masse letantændelige spåner lige inden for Asgårds mur. 
Da Loke nærmede sig muren med Tjasse lige efter, dykkede han ned mod jorden og ligeledes gjorde Tjasse. Aserne antændte spånerne, Loke rettede brat op, men Tjasse som var meget tungere (han var jo en ørn og Loke en falk) styrtede lige ind i flammehavet, hvor aserne hurtigt dræbte ham.
Tjasses datter, Skade drog til Asgård for at hævne sin faders død. For at formilde hende kastede Thor Tjasses flammende øjne op på himmelhvælvet, hvor de – i selskab med bl.a. Ørvandels tå – lyser om natten og hjælper de søfarende med at finde vej. Tor praler af denne bedrift i Sangen om Gråskæg.
Tjasse nævnes også i Lokes skænderi og Grottesangen.